# Isona Passola
Passola  Vidal est un nom espagnol. Le premier nom de famille, en général paternel, est Passola ; le second, en général maternel, souvent omis, est Vidal.
Isona Passola i Vidal, née en 1953 à Barcelone est une productrice, scénariste et réalisatrice de cinéma catalane. Elle est connue pour son documentaire Cataluña-Espanya (ca) sorti le 23 avril 2009 et qui constitue son premier film.

## Biographie
Depuis décembre 2011, elle est membre du Conseil de la Culture de Barcelone.
En 2017, elle produit le film Incerta glòria d'Agustí Villaronga sur la guerre d'Espagne.
Elle est présidente de l'Académie du cinéma catalan en 2013 à la suite de Joel Joan. Judith Colell lui succède en 2021.

## Filmographie
| Année | Film                       | Productrice | Réalisatrice | Scénariste | Notes                                             |
| 1990  | Despertaferro (ca)         | Oui         |              |            | De Jordi Amorós (ca). Productrice exécutive.      |
| 1993  | Les Gens d'en face         | Oui         |              |            | De Jesús Garay. Productrice exécutive.            |
| 1998  | Mensaka                    | Oui         |              |            | De Salvador García Ruiz. Productrice associée.    |
| 1998  | El pianista                | Oui         |              |            | De Mario Gas                                      |
| 2000  | El mar                     | Oui         |              |            | D'Agustí Villaronga.                              |
| 2001  | Germanes de sang           | Oui         |              |            | De Jesús Garay. Productrice exécutive.            |
| 2002  | Mucha sangre               | Oui         |              |            | De Pepe de las Heras. Productrice exécutive.      |
| 2003  | De nens                    | Oui         |              |            | De Joaquim Jordà. Documentaire.                   |
| 2007  | Mirant al cel              | Oui         |              |            | De Jesús Garay. Productrice exécutive.            |
| 2009  | Cataluña-Espanya (ca)      | Oui         | Oui          | Oui        | Documentaire.                                     |
| 2010  | Pain noir                  | Oui         |              |            | D'Agustí Villaronga.                              |
| 2013  | L'endemà (ca)              | Oui         | Oui          | Oui        | Documentaire.                                     |
| 2014  | Per on passa el futur (ca) | Oui         |              |            | Documentaire sur le Corredor del Mediterrani (ca) |